# دوري الدرجة الأولى البوتاني 2008
دوري الدرجة الأولى البوتاني 2008 هو الموسم 23 من دوري الدرجة الأولى البوتاني. أقيم خلال الفترة 20 يونيو 2008 وحتى 28 سبتمبر 2008، وأشرف على تنظيمه الاتحاد الآسيوي لكرة القدم، وفاز فيه ترانسبورت يونايتد إف سي.

## نتائج الموسم
| م | الفريق                  | لعب | ف  | ت | خ | أ.له | أ.ع | أ.ف | نقاط | التأهل                                      |
| - | ----------------------- | --- | -- | - | - | ---- | --- | --- | ---- | ------------------------------------------- |
| 1 | نادي ييدزين (C)         | 14  | 12 | 2 | 0 | 0    | 0   | 0   | 38   | Qualified for كأس رئيس الاتحاد الآسيوي 2009 |
| 2 | ترانسبورت يونايتد إف سي | 14  | 11 | 1 | 2 | 0    | 0   | 0   | 34   |                                             |
| 3 | Royal Bhutan Army       | 14  | 9  | 1 | 4 | 0    | 0   | 0   | 28   |                                             |